# Euproctis kebeae
Euproctis kebeae är en fjärilsart som beskrevs av Bethune-Baker 1904. Euproctis kebeae ingår i släktet Euproctis och familjen tofsspinnare. Inga underarter finns listade i Catalogue of Life.